# TV Chosun
TV Chosun (korejsky: TV조선) je jihokorejská placená televizní síť a vysílací společnost vlastněná společností Čoson Ilbo. Společnost zahájila vysílání 1. prosince 2011.
Televize Chosun je vlastněná zpravodajským deníkem Čoson Ilbo a provozovaná společností Chosun Broadcastig System. Od počátku založení bylo vyvíjeno úsilí přilákat mladší publikum prostřednictvím programů souvisejících s idoly, ale nepodařilo se dosáhnout významného rozdílu. V červnu 2021 82,6 % sledovanosti kanálu TV Chosun byli lidé starší 50 let. Od ledna do dubna 2021 64 % diváků bylo ve věku 60 let nebo starších.
Vysílání lze sledovat živě na webových stránkách televizní stanice nebo přes streamovací služby KT, SK Broadband, LG U+, CMB, D´Live. Televize ihned po spuštění začala vysílat svůj obsah v HD kvalitě.
Nejznámější pořad, který byl vysílán na TV Chosun, byl Mistr Trot a Miss Trot, v roce 2021 pak Tomorrow's National Singer. Hlavní zpravodajství je News 9 od pondělí do pátku a v sobotu a neděli News 7. Zábavné pořady se premiérově vysílají v 22:00 (UTC +9).

## Stanice
| Název       | Popis                                                                |
| ----------- | -------------------------------------------------------------------- |
| TV Chosun   | Hlavní stanice. Zejména zpravodajství a zábavné pořady               |
| TV Chosun 2 | Vedlejší kanál vysílající zábavné pořady, dramata a pěvecké soutěže. |
| TV Chosun 3 | Stanice zaměřena na hudební žánr trot. Pěvecké soutěže a pořady.     |

## Pořady TV Chosun
- Mullbery academy (뽕숭아학당)

- Úterní Cheongbaekjeon (화요청백전)
- Romantické volací centrum (신청곡을 불러드립니다 - 사랑의 콜센타)
- Král golfu (골프왕)
- Wakanam (와카남)
- Tomorrow's National Singer (내일은 국민가수)
- Sejdeme se v pátek (금요일에 만나요)
- Mám rád páteční noc (금요일은 밤이 좋아)
- Mistr Trot (미스터트롯)
- Miss Trot (내일은 미스트롯)
- Star documentary My way (스타다큐 마이웨이)
- Mám rád úterní noc (화요일은 밤이 좋아)
- Éra bohatství (부캐전성시대)
- Jdi na to dcero (내 딸 하자)
- Peullehuiliseutto (플레희리스또)
- Manželčina chuť (아내의 맛)
- Cesta absolventů jedlíka Heo Young-mana (식객 허영만의 백반기행)
- Dobré ráno - informační svět (굿모닝 정보세상)

## Drama TV Chosun
- Strýc (엉클)
- Svatební texty rozvodové (결혼작사 이혼작곡)

## Zpravodajství TV Chosun
- TV Chosun News 9
- TV Chosun News 7
- Zpravodajský průvod
- Zpravodajský web
- Drby
- Spis o případu 24
- Investigativní zpráva 7
- Tisková horká linka
- Sisasyo igeos-i jeongchida